# Heulen
Der Ausdruck Heulen (v. mittelhochdt. hiulen; v. hiuwel Eule) bezeichnet das Hervorbringen langgezogener singender weithin hörbarer Töne.
Lautmalerisch übertragen wendet man den Begriff Heulen für starkes vernehmliches Weinen an (umgangssprachlich vgl. Heulsuse), ebenso für das Geräusch starken Windes.

## Tiere
Heulen ist die Äußerung bestimmter Tiere, vornehmlich der Wölfe sowie bestimmter Hunde; zu Seehunden siehe Heuler.

### Wolfsgeheul
Mit dem nächtlichen gemeinsamen Heulen festigen die Wölfe ihre Zugehörigkeit zum Rudel, die Bereitschaft zur Jagd und markieren ihr Territorium. Das Geheul ist bis zu 15 km weit vernehmbar und dient der tierischen Kommunikation über große Distanzen. Es wird von evtl. in der Nähe befindlichen Artgenossen erwidert. Erfolgt kein Rückzug einer Gruppe, kann dies Kämpfe um das Jagdrevier provozieren.
Einzelne Tiere heulen, um die Suche nach einem Partner zu signalisieren, sowie um das Territorium auf das Vorhandensein fremder Rudel zu überprüfen.

### Hundegeheul
Ähnlich den Wölfen festigen Hunde durch das Heulen ihre Zugehörigkeit zum Rudel. Ein vom Rudel getrennter Hund versucht durch das Geheul die Verbindung zum Rudel wiederherzustellen. Haushunde heulen, sobald sie der Duft einer läufigen Hündin anzieht, ihre Bewegungsfreiheit jedoch eingeschränkt ist. Heulen von Hunden wird auch als Jaulen bezeichnet. Siehe auch: Bellen.

### Andere Tiere
Weiter spricht man vom Eulengeheul, am bekanntesten dem des Waldkauzes, oder vom Heulen der Kojoten.

## Übertragene Bedeutungen
Technisch wird die weite Hörbarkeit des Heultones im Sirenengeheul verwendet.
Die oft unheimliche Anmutung des Heulens wird nicht selten in der Dichtung genutzt (vgl. der Charybde Geheul in Schillers Der Taucher).